# Şatlyk
Şatlyk – miasto w południowo-wschodnim Turkmenistanie, w wilajecie maryjskim, w etrapie Sakarçäge. W 2022 roku liczyło ok. 7,7 tys. mieszkańców.
W 1989 roku liczba ludności wynosiła ok. 4,8 tys.